# 朱玖瑩

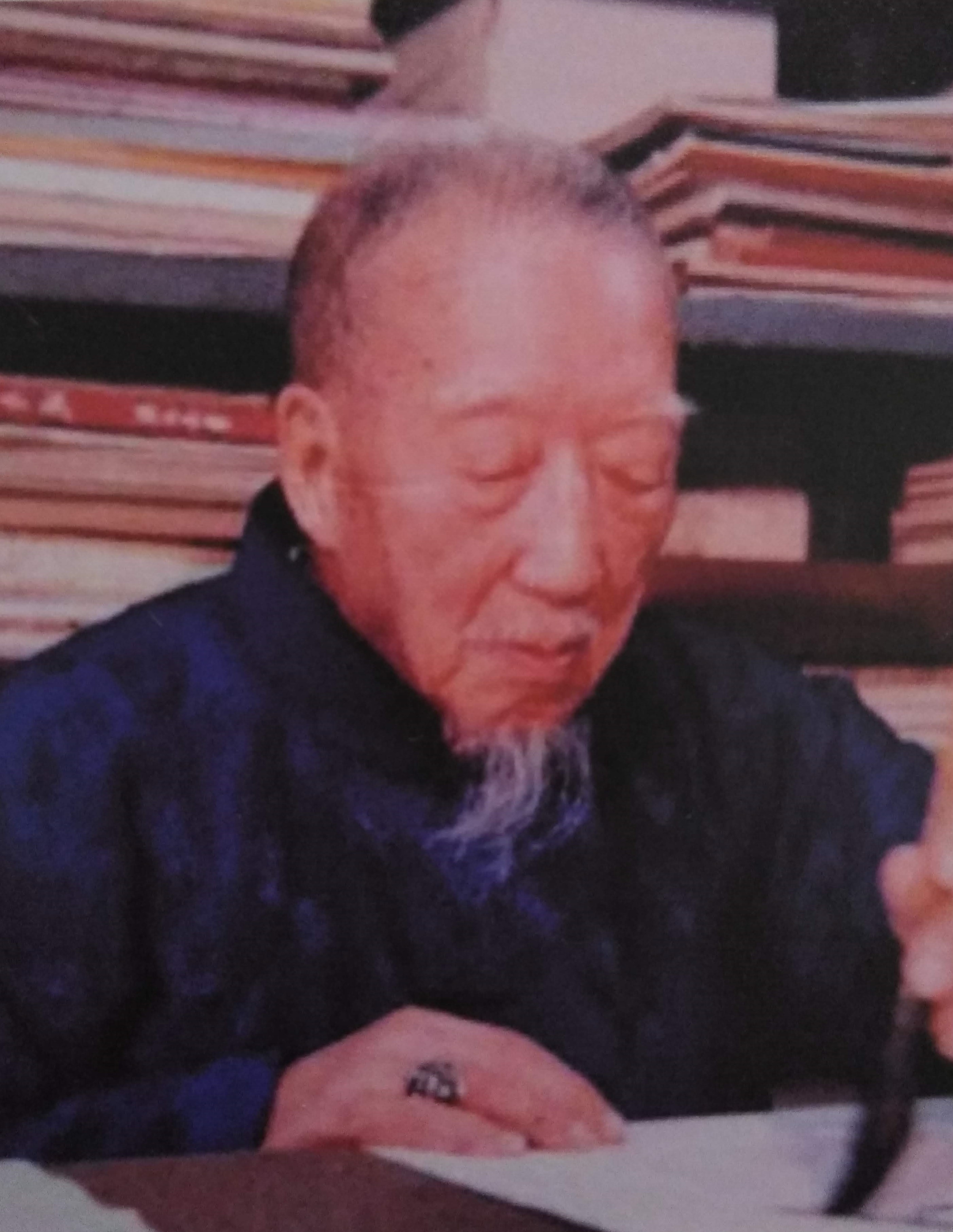
朱玖瑩 1898-1996 自民國四十一年至民國八十五年，居住位於臺南安平的台鹽宿舍，而自號安平老人、安平久客，堂號為師掃帚齋。

朱玖瑩（1898年12月20日—1996年9月3日），自民國四十一年至八十五年居於位於臺南安平的鹽務局宿舍，而自號安平老人、安平久客，齋名為師掃帚齋，中國湖南人（出生於清代湖南省長沙縣東鄉金井鶴霞園），中華民國政治人物與書法家。
其書法啟蒙自其父朱樹楷，後師從譚延闓，以顏體楷書最出色，曾於1988年獲得國家文藝獎特別貢獻獎。著有《學書淺說》、《臨池三論》等書。

## 生平

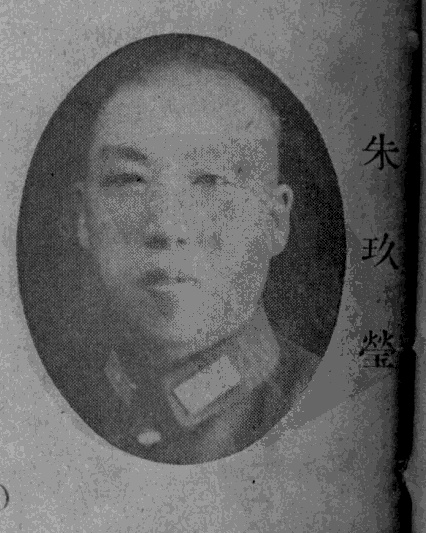

朱玖瑩於民國10年（1921年）擔任湘軍總司令部政務委員，後來隨譚延闓進入廣東並擔任秘書。民國15年（1926年）國民革命軍北伐，朱玖瑩擔任《前敵政治週報》社長。民國17年（1928年），擔任內政部土地司司長。民國21年（1932年），擔任鄂豫皖三省剿匪總司令部祕書處祕書兼文書科長。次年（1933年），改擔任河南第二行政區行政督察專員兼商邱縣長。民國26年（1937年），朱玖瑩調任第六區行政督察專員。民國29年（1940年），先後擔任行政院行政計畫常務委員、中央訓練指導員、衡陽市長、福建省建設廳長等職。民國35年（1946年），轉任遼寧省政府秘書長，次年（1947年）改任湖南省委員兼民政廳長，兼代湖南省府主席。
民國39年（1950年）朱玖瑩來臺，次年（1951年）擔任行政院設計委員，此外在該年3月10日成為中國石油公司董事。民國41年（1952年），擔任財政部鹽務總局局長兼臺灣製鹽總廠總經理。民國47年（1958年），卸下臺灣製鹽總廠總經理一職，專任鹽務總局長。任內曾數次組織工商界訪問團，前往日本、南韓、馬來西亞等地訪問。民國57年（1968年）自鹽務總局長一職退休。
退休後，朱玖瑩曾參加《古今談》雜誌編輯。民國60年（1971年）起，在臺南市立圖書館教授書法。民國65年（1976年）成立「臺南詩書畫友粥會」，多次開書法個展與聯展。民國70年（1981年），獲韓國教育書藝會聘為顧問，另外這年臺南市立圖書館安平分館成立「朱玖瑩紀念室」。民國73年（1984年）成立「師掃帚齋詩書會研習會」，民國75年（1986年）在臺南耕莘語言才藝中心教授書法。
他在1996年5月時返回湖南探親，後於同年9月3日病逝於湖南長沙。2012年時，臺南市政府文化局舉辦了「第一屆朱玖瑩全國書法比賽」以紀念他。

## 朱玖瑩故居

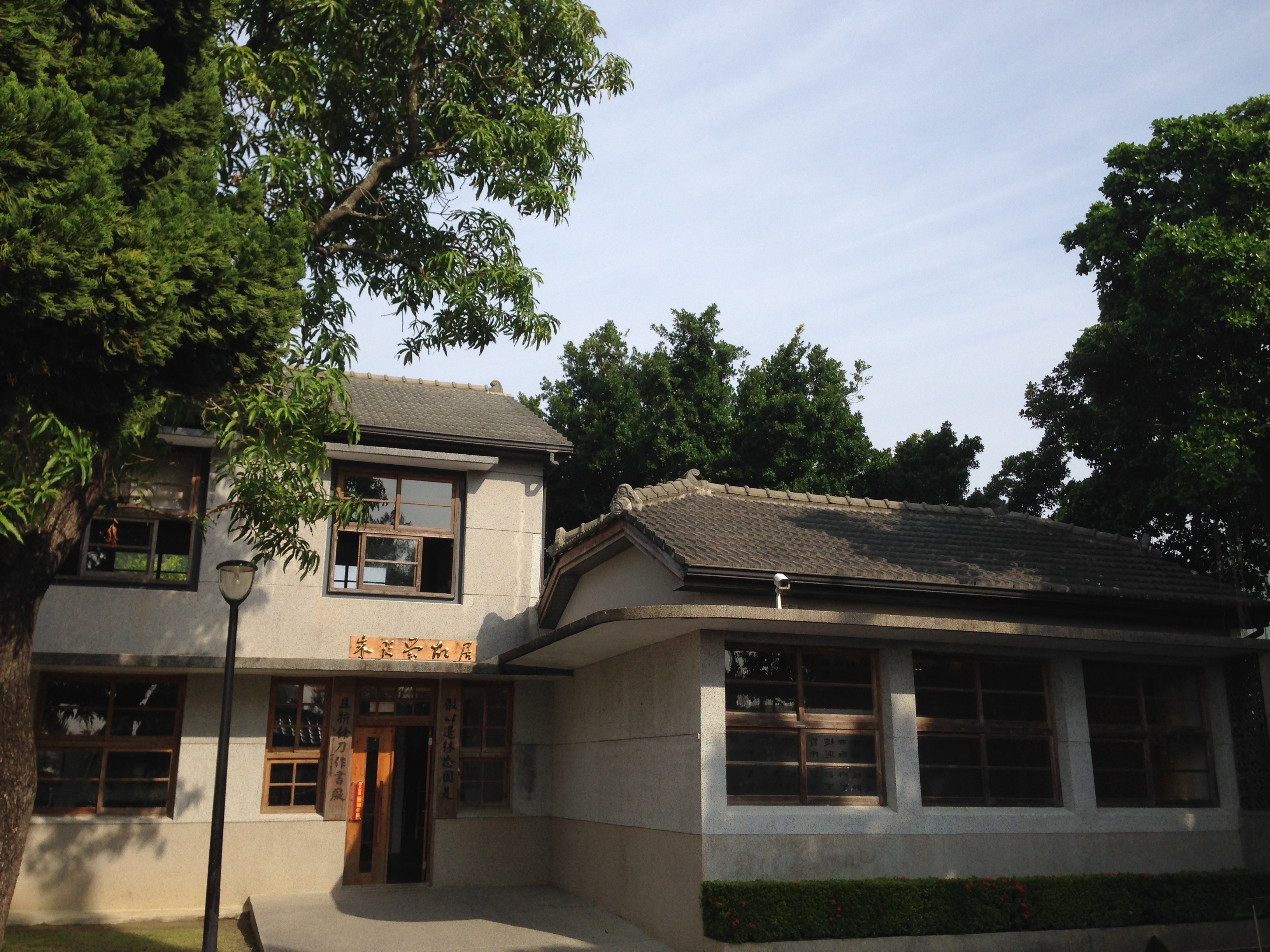
朱玖瑩故居

朱玖瑩位於臺南安平的故居位於德記洋行隔壁，後來由臺南市政府整修成記念館在2008年開放。該建物為臺南安平鹽務局贈予的宿舍，堂號為「安平寄盧」。
2012年建物再次整修，於2013年再次開放。